# Louis Wirth
Louis Wirth (Gemünden, 28 agosto 1897 – Buffalo, 3 maggio 1952) è stato un sociologo tedesco.
Fu professore nelle Università di Chicago ed esponente della Scuola di Chicago di sociologia, collaborando con Robert Park ed Ernest Burgess.
Compendia nei suoi saggi le conoscenze teoriche ed i risultati empirici delle ricerche fatte nel periodo classico della scuola di Chicago, in cui predominava l'interesse per le sub-culture etniche, insediate nelle aree naturali della città. Egli tentò di arrivare ad una definizione sociologicamente significativa di città, che cercasse di mettere in luce quegli elementi dell'urbanesimo che lo caratterizzano come modo distintivo di vita.
Procede isolando tre variabili fondamentali: dimensione dell'insediamento, densità, eterogeneità.
Il punto centrale della sua analisi è, quindi, un modello urbano in cui i tre fattori individuati siano considerati variabili indipendenti e la personalità dell'abitante variabile dipendente.
È in Wirth che troviamo l'idea di un continuum tra urbano e rurale, dove le differenze esistenti tra i due insediamenti sono differenze di grado lungo questo continuum. La differenza tra i due insediamenti deve essere pertanto determinata empiricamente.

## Opere
- Il ghetto, 1927
- Saggi raccolti in Vita di comunità e sistema sociale, 1956 (postumo), tra i quali:
  - L'urbanesimo come modo di vita (è il primo tentativo di una teoria sociologica del processo di urbanizzazione)